# 史學 (成化進士)
史學（1454年—1513年），字文鑑，直隸溧陽縣人。明朝政治人物。

## 生平
應天府鄉試第八十一名舉人。成化二十三年（1487年）中式丁未科會試第二百四十三名，二甲第一百零二名進士，授戶部主事，陞郎中，總餉遼東。官至山東左參政。正德六年（1511年）因盜起，被劾坐貶，正德八年（1513年）卒，年六十。有《埭谿集》。

## 家族
曾祖史舜安；祖父史仲和；父史塤，母沈氏。具庆下。兄史瑄（百户）、史纮（贡士）。